# نینوسلاو مارینا

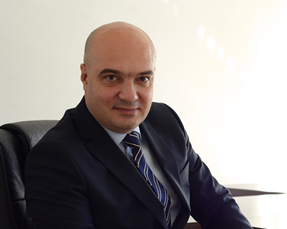
نینوسلاو مارین، مهندس اهل مقدونیه - ۲۰۱۶

نینوسلاو مارینا (متولد بیست و پنج سپتامبر ۱۹۷۴ اسکوپیه، مقدونیه) رئیس دانشگاه صنعتی و فناوری اطلاعات در شهر اهرید مقدونیه می‌باشد.

## بیوگرافی
پس از تکمیل تحصیلات دانشگاهی اولیه خود در دانشکده مهندسی برق  UKIM  اسکوپیه، وی درجه دکتری را از موسسه پلی تکنیک فدرال سوزان EPFL در سال ۲۰۰۴ دریافت نمود. پایان‌نامه دکتری وی در زمینه تئوری اطلاعات با کاربرد در مخابرات بیسیم با همکاری با مرکز تحقیقات نوکیا در هلسینکی بود. نینوسلاو مارینا در فاصله سالهای ۲۰۰۵ تا ۲۰۰۷ مدیر مرکز تحقیقات و فرآوری سوون (Sowoon) بوده است. وی در فاصله سالهای ۲۰۰۷ تا ۲۰۰۸ پژوهشگر مهمان در دانشگاه هاوایی در ماناو بوده است. پس از آن در فاصله سالهای ۲۰۰۸ تا ۲۰۰۹ به عنوان پژوهشگر فوق دکتری در دانشگاه اسلو مشغول بوده است. نینوسلاو مارینا در فاصله سالهای ۲۰۱۰ تا ۲۰۱۲ پژوهشگر فوق دکتری در دانشگاه پرینستون آمریکا بوده است. وی همچنان موقعیت خود به عنوان پژوهشگر مهمان در پرینستون حفظ کرده است.

## دست‌آوردهای علمی
پروفسور مارینا استاد مهمان بیست دانشگاه در سطح جهانی بوده است، از جمله ایالات متحده، ژاپن، انگلیس، اسرائیل، روسیه، برزیل، هنگ کنگ، نروژ، فنلاند، پرتغال و جمهوری چک. وی داری تجربه فوق‌العاده‌ای در افزایش پشتوانه مالی از طریق برنامه‌های عمومی حمایت مالی درهر دو زمینه دانشگاهی و صنعتی می‌باشد، از جمله CTI سوئیس، NSF سوئیس، کمیته اروپا و آژانس فضایی اروپا. وی متخصص ارزیابی و داور در کمیته اروپایی برنامه چارچوب ششم و هفتم می‌باشد. دکتر مارینا عضو ارشد موسسه مهندسی برق و الکترونیک (IEEE) و نیز از جمله موسسین جامعه تئوری اطلاعات IEEE در شاخه مقدونیه می‌باشد.